# Onchidium hardwickii
Onchidium hardwickii is een slakkensoort uit de familie van de Onchidiidae. De wetenschappelijke naam van de soort is voor het eerst geldig gepubliceerd in 1850 door Gray.